# Telmatobius arequipensis
Telmatobius arequipensis är en groddjursart som beskrevs av Jehan Vellard 1955. Telmatobius arequipensis ingår i släktet Telmatobius och familjen Ceratophryidae. IUCN kategoriserar arten globalt som sårbar. Inga underarter finns listade i Catalogue of Life.